# اسکات برنان
اسکات برنان (انگلیسی: Scott Brennan؛ زادهٔ ۹ ژانویهٔ ۱۹۸۳) قایقران روئینگ اهل استرالیا است.
وی در مسابقات کشوری و بین‌المللی در مجموع برندهٔ ۱ مدال طلا شده‌است.